# Tregor Goëlo
Tregor Goëlo este o arie protejată (sit de importanță comunitară — SCI) din Franța întinsă pe o suprafață de 91.106 ha, din care 97 % marine.

## Localizare
Centrul sitului Tregor Goëlo este situat la coordonatele 48°51′46″N 3°02′31″W / 48.86278°N 3.04194°V.

## Înființare
Situl Tregor Goëlo a fost declarat arie specială de conservare în baza directivei 92/43 din 1992 referitoare la conservarea habitatelor naturale și a faunei și florei sălbatice pentru a proteja 2 specii de plante și 20 de specii de animale.

## Biodiversitate
Situată în ecoregiunea atlantică, aria protejată conține 31 de habitate naturale: Ape oligotrofe în general din solurile nisipoase vest-mediteraneene, cu un conținut foarte redus de minerale, cu Isoetes spp., Păduri de fag Asperulo-Fagetum, Depresiuni intradunale umede, Peșteri marine scufundate complet sau parțial, Terase mlăștinoase și terase nisipoase neacoperite de apă la reflux, Tufărișuri halofile mediteraneene și termo-atlantice (Sarcocornetea fruticosi), Dune mobile cu vegetație embrionară, Pajiști umede atlantice temperate cu Erica ciliaris și Erica tetralix, Păduri de fag acidofile atlantice, cu subarboret de Ilex și, uneori, de asemenea, Taxus, la nivelul arbuștilor (Quercion robori-petraeae sau Ilici-Fagenion), Ape oligotrofe din câmpii nisipoase, cu un conținut foarte redus de minerale (Littorelletalia uniflorae), Golfuri mici largi și golfuri puțin adânci, Faleze cu vegetație de pe coastele atlantice și baltice, Formațiuni ierboase bogate în specii de Nardus, dezvoltate pe substraturi silicioase în zone montane (și în zone submontane, în Europa continentală), Păduri pe pante, grohotișuri și ravene de Tilio-Acerion, Vegetație perenă pe țărmurile stâncoase, Vegetație anuală la limita mareei, Lagune de coastă, Recifuri, Pășuni atlantice udate de apa mării (Glauco-Puccinellietalia maritimae), Dune de coastă fixe cu vegetație erbacee („dune gri”), Pante stâncoase silicioase cu vegetație casmofită, Estuare, Dune mobile de-a lungul țărmului cu Ammophila arenaria („dune albe”), Pajiști cu Molinia pe soluri calcaroase, turboase sau argilos-nămoloase (Molinion caeruleae), Roci stâncoase cu vegetație pionieră de Sedo-Scleranthion sau Sedo albi-Veronicion dillenii, Păduri aluvionare cu Alnus glutinosa și Fraxinus excelsior (Alno-Padion, Alnion incanae, Salicion albae), Pajiștile Spartina (Spartinion maritimae), Bancuri de nisip acoperite în permanență slab de apă marină, Salicornia și alte specii anuale care populează regiunile mlăștinoase și nisipoase, Pajiști uscate europene, Liziere de ierburi înalte hidrofile de câmpie și de nivel montan până la alpin.
La baza desemnării sitului se află mai multe specii protejate:
- plante (2): Rumex rupestris, Trichomanes speciosum
- mamifere (10): liliac cârn (Barbastella barbastellus), Halichoerus grypus, vidră de râu (Lutra lutra), liliac cu urechi mari (Myotis bechsteinii), liliac cărămiziu (Myotis emarginatus), liliac comun (Myotis myotis), marsuin (Phocoena phocoena), liliacul mare cu potcoavă (Rhinolophus ferrumequinum), liliacul mic cu potcoavă (Rhinolophus hipposideros), delfin mare (Tursiops truncatus)
- nevertebrate (3): Coenagrion mercuriale, Elona quimperiana, rădașcă (Lucanus cervus)
- pești (7): Alosa alosa, Alosa fallax, zglăvoacă (Cottus gobio), Cottus perifretum, cicar (Lampetra planeri), Petromyzon marinus, somonul (Salmo salar)

Pe lângă speciile protejate, pe teritoriul sitului au mai fost identificate 17 specii de plante, 1 specie de păsări, 11 specii de amfibieni, 4 specii de mamifere, 1 specie de nevertebrate, 3 specii de pești, 5 specii de reptile.